# Pseudoneureclipsis ba
Pseudoneureclipsis ba är en nattsländeart som beskrevs av Malicky 1995. Pseudoneureclipsis ba ingår i släktet Pseudoneureclipsis och familjen fångstnätnattsländor. Inga underarter finns listade i Catalogue of Life.